# Polin
Pour l’article homonyme, voir Raymond Polin.
Pour l’article ayant un titre homophone, voir Paulin.

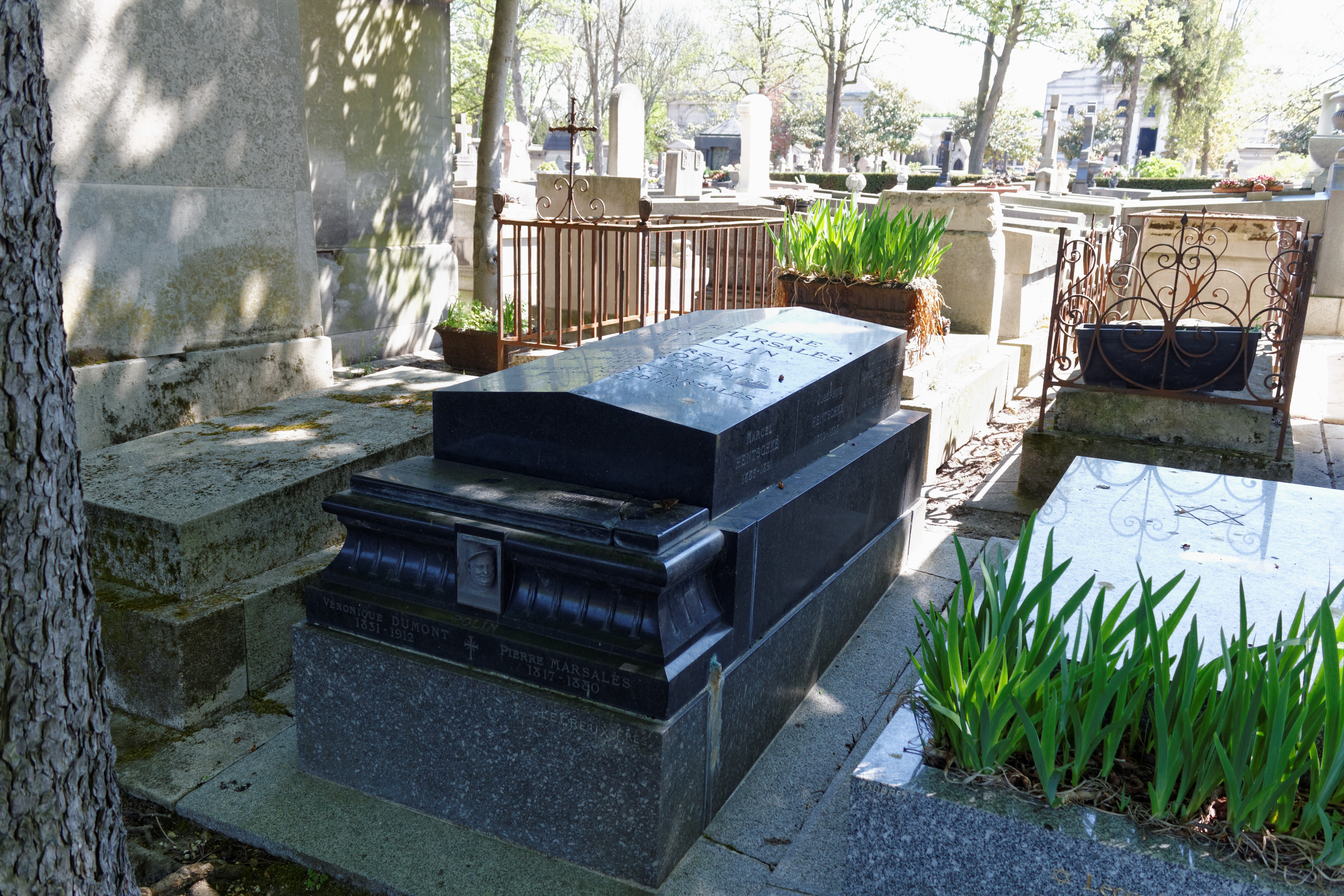
Tombe de Polin.

Pierre Paul Marsalès, dit Polin, est un chanteur de café-concert français né le 13 août 1863 à Paris et mort le 3 juin 1927 à La Frette-sur-Seine (Seine-et-Oise).

## Biographie

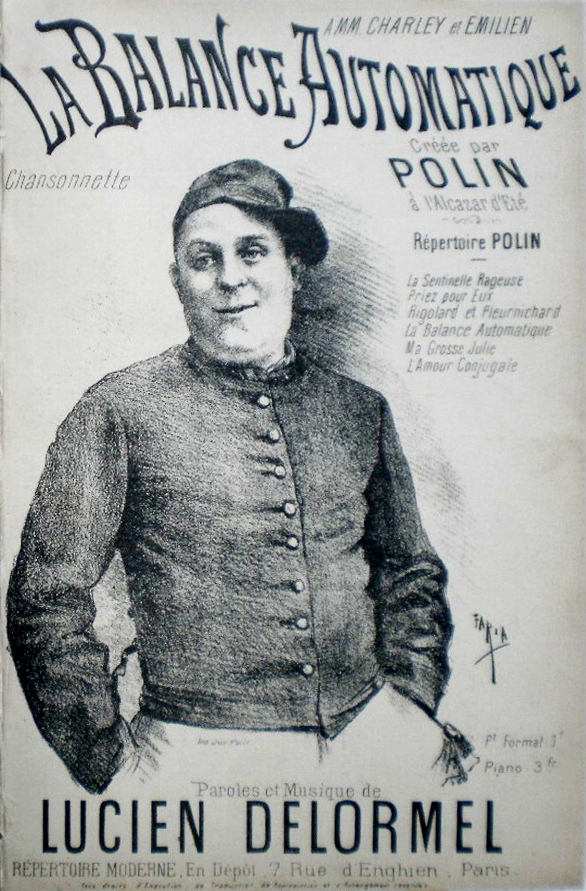
Couverture du petit format de La Balance automatique, chanson créée par Polin.

Né à Paris 9e d’un père quercinois et d'une mère basque, Polin fait ses débuts à Paris dans des salles de quartier (Concert de la Pépinière, 1886 ; Concert du Point du jour) avant de se produire dans des salles plus importantes (Éden-Concert, Alcazar d'été). 
Parvenu à la notoriété, il chante aux Ambassadeurs, puis, pendant vingt ans, à la Scala, boulevard de Strasbourg. 
Il se spécialise dans le comique troupier, un genre où excellait déjà Éloi Ouvrard. Ses plus grands succès sont :
- Le P'tit Objet[6] (de Vincent Scotto) ;
- La Caissière du Grand Café ;
- L'Ami Bidasse ;
- Suzon la blanchisseuse ;
- La Petite Tonkinoise[7] (premier succès de Vincent Scotto) ;
- Le Trottoir (roulant) de l'Exposition (Universelle 1900 de Paris).

Ces succès sont enregistrés au départ sur les cylindres de l'époque, dont beaucoup ont été réédités ensuite jusqu'aux CD actuels.
Les comiques troupiers de la génération suivante (Bach, Raimu, Fernandel) vont s'inspirer de lui. Après 1910, il apparaît aussi au cinéma et au théâtre, notamment dans Le Grand Duc de Sacha Guitry, en 1921.
Ses interprétations étaient sobres et visaient à la nuance et à la finesse ; de ce fait elles tranchaient avec la tradition du café-concert.

## Famille et mort
Louis Leplée, directeur de cabaret et découvreur d'Édith Piaf, est le neveu de Polin.
Polin est inhumé au cimetière du Père-Lachaise (85e division),.

## Théâtre
- 1907 : Son Petit Frère, opérette en 2 actes d'André Barde, musique Charles Cuvillier, théâtre des Capucines
- 1909 : Les Deux Visages de Fernand Nozière, théâtre Michel
- 1913 : Un jeune homme qui se tue de Georges Berr, théâtre Femina
- 1917 : Son Petit Frère, opérette en 2 actes d'André Barde, musique Charles Cuvillier, théâtre Édouard VII
- 1921 : Le Grand Duc de Sacha Guitry
- 1923 : Le Lion et la Poule de Sacha Guitry
- 1925 : Une femme d'Edmond Guiraud, théâtre Fémina

## Filmographie
- 1905 : L'Anatomie du conscrit, chanson filmée par Alice Guy, Phonoscènes Gaumont
- 1910 : Vitellius, d'Henri Pouctal
- 1912 : La Vénus du Luxembourg, chanson filmée, réalisateur anonyme, Phonoscènes Gaumont
- 1913 : Papillon dit Lyonnais le Juste, d'Henri Pouctal
- 1915: Le Poilu de la victoire, de Roger Lion
- 1916 : L'Anneau merveilleux de Maxime Plum [réalisateur anonyme]
- 1916 : Les Tribulations d'une marraine, comédie d'actualité en 2 parties de Georges Hugot[10]
- 1916 : Le Coup de minuit, de Maurice Poggi : Lamouillette
- 1916 : Le Malade malgré lui [réalisateur anonyme]
- 1916 : Taisez vous ... méfiez vous [réalisateur anonyme]
- 1916 : C'est pour les orphelins, grand film de bienfaisance en 2 parties de Louis Feuillade[11]
- 1916 : Polin et le chien neurasthénique [réalisateur anonyme : Maurice Poggi ?][12]
- 1917 : Polin restera garçon, comédie en 2 parties de Maurice Poggi[13]